# Tejmlov (přírodní památka)
Tejmlov je přírodní památka ve správním území obce Vacov v okrese Prachatice v Jihočeském kraji. Nachází se na loukách v okolí osady Tejmlov. Přírodní památka byla vyhlášena k ochraně luk a pastvin s výskytem chráněných a vzácných druhů rostlin a živočichů.

## Historie
Pozemky v prostoru přírodní památky sloužily v první polovině devatenáctého století jako pole a především jako louky a pastviny. Většina polopřirozených lučních porostů se zachovala až do začátku 21. století.
Chráněné území vyhlásil Krajský úřad Jihočeského kraje v kategorii přírodní památka s účinností od 22. listopadu 2023.

## Přírodní poměry
Přírodní památka s rozlohou 18,34 hektaru leží na pozemcích v okolí osady Tejmlov v katastrálním území Javorník u Stach. Částečně se překrývá s evropsky významnou lokalitou Tejmlov – Nad Zavírkou. Území se skládá ze sedmi dílčích ploch, vzájemně oddělených cestami a zástavbou osady.

### Abiotické poměry
Geologické podloží přírodní památky tvoří moldanubická pararula překrytá kvartérními hlinitopísčitými a hlinitokamenitými sedimenty. Území se nachází na jižním svahu Javorníku v nadmořské výšce 870–978 metrů. Je součástí geomorfologického celku Šumava, podcelku Šumavské pláně a okrsku Javornická hornatina. Z půdních typů převažuje kambizem dystrická, která místy přechází ke kambizemi pseudoglejové a podzolu kambizemnímu. V prameništích se objevují glej organozemní až organozem.
V rámci Quittovy klasifikace podnebí se přírodní památka nachází v chladné oblasti CH7, pro kterou jsou typické průměrné teploty −3 až −4 °C v lednu a 15–16 °C v červenci. Roční úhrn srážek dosahuje 850–1000 milimetrů, sníh zde leží 100–120 dní v roce. Mrazových dnů bývá 140–160, zatímco letních dnů jen deset až třicet.

### Flóra
Většinu chráněného území tvoří obhospodařované mezofilní ovsíkové louky, smilkové trávníky a různé vlhké až slatinné louky. Ze zvláště chráněných a ohrožených druhů rostlin na sušších místech roste vemeník dvoulistý (Platanthera bifolia), chlupáček oranžový (Pilosella aurantiaca), bradáček vejčitý (Listera ovata) nebo malá populace zvonečníku černého (Phyteuma nigrum). Na horním okraji střední louky se hojně vyskytuje chrpa parukářka (Centaurea pseudophrygia). Ve vlhčím prostředí v jihovýchodní nekosené části se vzácně objevuje ostřice stinná (Carex umbrosa). Hojný je prstnatec májový (Dactylorhiza majalis) a na pěti loukách lze najít prstnatec Fuchsův pravý (Dactylorhiza fuchsii subsp. fuchsii). Z dalších vlhkomilných druhů na Tejmlově roste kosatec sibiřský (Iris siberica), všivec bahenní (Pedicularis palustris), všivec lesní (Pedicularis sylvatica), hadí mord nízký (Scorzonera humilis), dřípatka horská (Soldanella montana), kozlík dvoudomý (Valeriana dioica), rozrazil štítkovitý (Veronica scutellata) a pleška stopkatá (Willemetia stipitata).

### Fauna
Lokalita je také významná výskytem vzácných druhů hmyzu. Vyskytuje se na ní několik druhů brouků, například zlatohlávek tmavý (Oxythyrea funesta), bradavičník zelený (Malachius aeneus) nebo na ztrouchnivělé dřevo vázaný kovařík Drapets mordelloides. Louky jsou vhodným biotopem pro řadu motýlích druhů. Žije na nich ostruháček ostružinový (Callophrys rubi), otakárek fenyklový (Papilio machaon), perleťovec fialkový (Boloria euphrosyne), perleťovec dvanáctitečný (Boloria selene), okáč rosičkový (Erebia medusa), hnědásek jitrocelový (Melitaea athalia), hnědásek rozrazilový (Melitaea diamina), okáč ječmínkový (Lasiommata maera), modrásek ušlechtilý (Polyommatus amandus), modrásek bahenní (Phengaris nausithous), bělopásek dvouřadý (Limenitis camilla), soumračník čárkovaný (Hesperia comma), bourovec měsíčitý (Cosmotriche lobulina), hřbetozubec dvoubarvý (Leucodonta bicoloria), můřice dvojtečná (Ochropacha duplaris), bourovec dubový (Lasiocampa quercus) a můřice jarní (Achlya flavicornis).

## Ochrana přírody
Předmětem ochrany je komplex luk a pastvin, na nichž se zachovala významná rostlinná společenstva:
- podhorské smilkové trávníky (12 % rozlohy),
- mezofilní ovsíkové louky (34 % rozlohy),
- vlhké pcháčové louky (7 % rozlohy),
- nevápnitá mechová slatiniště (6 % rozlohy).[10]

K předmětu ochrany patří také konkrétní druhy rostlin (prstnatec májový, všivec bahenní, všivec lesní, hadí mord nízký, pleška stopkatá) a živočichů (drabčík Zyras cognatus, perleťovec fialkový, hnědásek rozrazilový, modrásek bahenní, soumračník čárkovaný, bourovec dubový a můřice březová). Cílem ochrany je uchování a obnova společenstev bez projevů degradace a se stabilními populacemi rostlin i živočichů.